# Cerepivka, Hmelnîțkîi
Cerepivka (în ucraineană Черепівка) este o comună în raionul Hmelnîțkîi, regiunea Hmelnîțkîi, Ucraina, formată numai din satul de reședință.

## Demografie
Componența lingvistică a comunei Cerepivka
     Ucraineană (99,82%)
     Alte limbi (0,18%)
Conform recensământului din 2001, majoritatea populației comunei Cerepivka era vorbitoare de ucraineană (99,82%), existând în minoritate și vorbitori de alte limbi.